# Декретное время

Разница между официальным временем в регионах России и местным средним солнечным временем:
−2 ч ± 30 мин
−1 ч ± 30 мин
0 ч ± 30 мин
+1 ч ± 30 мин
+2 ч ± 30 мин

Декре́тное вре́мя — порядок исчисления времени «поясное время плюс один час», установленный в СССР в 1930—1931 годах. Порядок был установлен тремя постановлениями правительства.
Подобный порядок исчисления времени действовал также в ряде регионов РСФСР, а затем СССР, в период с 1 июля 1919 по 1 мая 1924 года, когда ещё имел хождение такой вид правового акта, как декрет. По нынешним представлениям декретное время (как и поясное время) в СССР и в России соответствует англоязычному понятию standard time.
Декретное время официально отменялось в 1991 году, но было восстановлено в России и в ряде стран бывшего СССР в 1992 году. Официально такой порядок исчисления времени действовал до 2011 года, но фактически он продолжает действовать в большинстве российских регионов. В период официального действия декретного времени некоторые регионы фактически отменяли его, переходя на время соседнего западного часового пояса, или, наоборот, получали приращение ещё один час, переходя на время соседнего восточного пояса, — в обоих случаях новое время тоже могло называться декретным.
Понятие декретное время в России фактически выведено из официального употребления в гражданской сфере (сохранилось в российской космонавтике) в связи с законодательным введением в 2011 году понятия местное время.

## Терминология
Очевидно, что название декретное время произошло от слова декрет, но к 1930—1931 годам, к которым относят начало введения декретного времени, этот вид правового акта был уже упразднён. Известно, что официальное время в России в 1919—1921 годах устанавливалось декретами и до 1924 года опережало поясное время на 1 час и более — в обиходе оно могло называться декретным временем. Так, 15 сентября 1922 года газета «Известия» опубликовала следующее сообщение:

Центральной радио-телефонной станцией разослана следующая радиограмма:

Всем. Всем. Всем. Настройтесь на волну 3000 метров и слушайте. В воскресенье, 17 сентября, в 3 часа дня по декретному времени, на Центральной радио-телефонной станции Наркомпочтеля состоится первый радиоконцерт…
В основе принятия нового порядка исчисления времени («поясное время, переведённое на 1 час вперёд») лежат три постановления СНК СССР — в них нет указания о введении в обращение понятия декретное время. В географическом атласе 1940 года это название также не используется — из пояснительного текста к карте часовых поясов, с. 3:

Примечание: На основании постановления Совета Народных Комиссаров Союза ССР от 16 июня 1930 и 9 февраля 1931 (№ 107) на всей территории Союза ССР впредь до отмены, часовая стрелка переведена на 1 час вперёд против поясного времени данного пояса.
Подобные примечания в географических атласах после 1930 года обеспечивали цветовое изображение часовых поясов СССР, как для стран, в которых официальное время действительно было «поясным временем данного пояса», тогда как декретное время — время соседнего восточного часового пояса.
Название декретное время не применялось в известных постановлениях правительства по вопросу исчисления времени и в более поздний период. Некоторым исключением было постановление от 4 февраля 1991 года, где использовано словосочетание «декретный час». Несмотря на действовавшее декретное время, карты в географических атласах, например 1960-х годов, назывались: «Поясное время». В условных обозначениях этих карт указывалось:

В пределах каждого пояса часы должны показывать среднее солнечное время среднего меридиана этого пояса. На территории СССР, на основании постановлений СНК СССР от 16.06.1930 и 09.02.1931, впредь до отмены, часовая стрелка переведена на 1 час вперёд против поясного времени данного пояса. Время, исчисляемое согласно указанным постановлениям, получило название «декретное».
Введение декретного времени в СССР в терминах международной системы часовых поясов означало изменение официального времени, то есть изменение часового пояса — обычная практика в истории многих стран. Формальная разница заключалась в том, что в СССР собственные числовые наименования часовых поясов, установленные декретом от 8 февраля 1919, не изменились в 1930—1931 годах. Так, часовой пояс, в который входила Москва, по-прежнему назывался 2-й часовой пояс СССР, хотя время там стало соответствовать GMT+3.

Понятие московское декретное время (или декретное московское время — используется аббревиатура ДМВ) применялось и, вероятно, применяется в настоящее время в российской космонавтике. С момента начала такого применения московское декретное время опережало на 3 часа время по Гринвичу, то есть соответствовало UTC+3, а с введением сезонного перевода часов оно всегда соответствовало «зимнему» времени.
Английское словосочетание legal time иногда неудачно переводят на русский язык как декретное время, причём для любых стран мира. Учитывая историю введения декретного времени в СССР и связь этого понятия с особым порядком исчисления времени («поясное время плюс один час»), следует признать более подходящим перевод legal time как местное время, узаконенное время или официальное время.

## История

### В СССР
В 1917 году в России впервые действовало летнее время, введённое постановлением Временного правительства на период с 1 июля по 31 августа 1917 года, — оно опережало местное солнечное время на 1 час. К окончанию периода этот порядок был продлён до 1 октября, а затем ещё раз — «впредь до особого распоряжения». В соответствии с декретом уже советской власти 27 декабря 1917 года часы были переведены на 1 час назад. Местное солнечное время в СССР применялось до полного введения системы часовых поясов в 1924 году. В Москве и на части территории РСФСР система часовых поясов была введена в 1919 году.

#### Время в 1918—1929 годах
В 1918—1921 годах летнее время в России вводилось без какого-либо порядка, при этом с лета 1918 до весны 1924 года в Москве и в подконтрольных советской власти регионах в основном европейской части страны круглый год действовало опережающее время:
- 1918 (летний период) — местное среднее солнечное плюс 2 часа (постановление[19]);
- 1918 (зимний период) — местное среднее солнечное плюс 1 час (постановление[20]);
- 1919 (летний период) — местное среднее солнечное плюс 2 часа (декрет[21]), с 1 июля — поясное время плюс 2 часа (декреты[10][22]);
- 1919 (зимний период) — поясное время плюс 1 час (декрет[21]);
- 1920 (круглогодично) — поясное время плюс 1 час;
- 1921 (летний период) — поясное время плюс 3 часа (декреты[23][24]);
- 1921 (зимний период) — поясное время плюс 1 час (декрет[25]);
- 1922—1923 (круглогодично) — поясное время плюс 1 час;
- 1924 — поясное время плюс 1 час, со 2 мая — поясное время (постановление[18]).

В 1925—1929 годах в стране действовало поясное время без переходов на летнее время.

#### Начало периода декретного времени
В соответствии с постановлением от 16 июня 1930 года часы на всей территории СССР в 00:00 21 июня 1930 года были переведены на 1 час вперёд на период до 30 сентября 1930 года, как сказано в Большой советской энциклопедии, «в целях более рационального использования светлой части суток и перераспределения электроэнергии между бытовым и производственным потреблением» (дата 30 сентября вплоть до 1930 года считалась в СССР датой окончания так называемого хозяйственного года, который начинался с 1 октября).
Постановление от 30 сентября 1930 года продлило действие предыдущего постановления «впредь до особого постановления». Этим документом стало постановление от 9 февраля 1931 года, которое сохраняло в силе действие двух предыдущих постановлений «впредь до отмены». В газете «Известия» первые два постановления были опубликованы (без комментариев) на следующий день после их выхода, соответственно, 17 июня 1930 и 1 октября 1930 года. Публикация постановления от 9 февраля 1931 года, по крайней мере в газете «Известия», не обнаружена. Введение нового порядка исчисления времени совпало с начальным периодом коллективизации и индустриализации в СССР.
Установлено, что продление действия опережающего времени в сентябре 1930 года было связано в большей степени не с экономией энергии, а с целью снижения максимума нагрузки электрических станций осенью и зимой в вечерние часы. Работа электростанций в тот период характеризовалась крайне низким запасом резервной мощности или полным отсутствием такого запаса, поэтому в 1931 году ВСНХ предложил сдвинуть часы ещё на час вперёд, однако Госплан выступил против.
В 1935 году готовилось постановление правительства о возврате к поясному времени, оно прошло все положенные согласования, но по каким-то причинам не было принято. В начале декабря 1935 года в ряде газет появилось сообщение о якобы предстоящем с 1 января переводе часов на 1 час назад. По этому поводу вышло постановление Политбюро ЦК ВКП(б), согласно которому начальник Центрального управления мер и весов К. В. Шур получил выговор «за дачу в печать сведений об этом неуместном проекте», а редакторам газет указано на «недопустимость помещения сообщений о проектах решений, внесённых на рассмотрение правительства, но не принятых правительством». После этого ТАСС распространил опровержение (опубликовано, например, в газетах «Правда» и «Труд» от 23 декабря 1935 года): «ТАСС уполномочен сообщить, что никакой передвижки часовой стрелки на час назад не предполагается и подобные предложения правительством считаются неуместными».
Постановление от 9 февраля 1931 года не только продлило действие постановлений от 1930 года, но и отменило действие декрета от 8 февраля 1919 года с назначенными границами часовых поясов, возложив функцию установления границ на комитет службы времени при Пулковской обсерватории. Возможно, в ближайшие после этого годы появились бы новые границы часовых поясов, однако известно, что большая группа сотрудников обсерватории была репрессирована в 1936—1937 годах, а в 1947 году была создана Межведомственная комиссия единой службы времени при комитете по делам мер и измерительных приборов при Совете Министров СССР — к ней и перешла функция установления границ часовых поясов.

#### Изменения после 1937 года
На карте путей сообщения СССР 1938 года границы часовых поясов обозначены линией, названной в условных обозначениях: «Граница зон поясного международного времени (практически принятого)». Нанесённые на карте границы соответствуют границам, установленным в 1924 году согласно постановлению от 8 февраля 1919 года.
Согласно картографическим данным, после 1937 года происходили изменения, устраняющие применение разного времени на территории сравнительно небольших областей. Таким образом, декретное время в одних регионах (в их западной части) изменялось на 1 час вперёд, опережая установленное в 1924 году поясное время уже на 2 часа, а в других (в восточной части) — на 1 час назад, то есть «декретный час» фактически отменялся.
После вхождения в состав СССР Латвии, Литвы и Эстонии часы на их территории в августе 1940 года были переведены с GMT+2 на московское время, GMT+3, которое с 7 апреля 1946 года было установлено и в Калининградской области.
В соответствии с решением Межведомственной комиссии единой службы времени, с 1 декабря 1956 года должны были измениться официальные границы часовых поясов, в частности для устранения нахождения ряда регионов в двух часовых поясах. Как следствие, декретное время ещё в ряде мест должно было измениться или на 1 час вперёд, или на 1 час назад. Перевести часы планировалось 1 декабря 1956 года в 00:00 по московскому времени, но процедура была перенесена на 1 марта 1957 года. Информация о переводе часов в этот день была в газетах «Советская Россия» и «Гудок», однако её не было в других центральных газетах («Известия», «Труд»). Очевидно, что перевод часов по районам областей описывался в местных газетах. Например, в областной газете «Звезда» (Молотовская область) отмечалось, что «сегодня, первого марта, в Карагайском, Очёрском, Сивинском, Верещагинском районах нашей области рабочий день начался на час раньше прежнего. (…) Теперь во всей нашей области время отличается от Москвы на два часа».

#### Опережение поясного времени на 2 часа
Опережение установленного в 1924 году поясного времени на 2 часа действовало в западной части следующих регионов:
- к 1947 году — Костромская, Ивановская, Владимирская, Рязанская, Липецкая, Воронежская и Ростовская области и ряд других регионов[32];
- к 1962 году — исключая перечисленные выше, Алтайский край, Архангельская, Вологодская, Новосибирская, Пермская, Сахалинская (о. Сахалин), Томская, Тюменская и Читинская области РСФСР, Уральская и Гурьевская области Казахской ССР и ряд других регионов[8].

#### Фактическая отмена декретного времени в ряде регионов
После реформы 1957 года некоторые регионы в европейской части РСФСР, расположенные по долготе к востоку от Москвы, официально оставаясь в 3-м часовом поясе, переходили на московское время, то есть переводили часы на 1 час назад, тем самым фактически отменяя «декретный час» на всей или на части своей территории. Пояснение на издаваемых впоследствии картах часовых поясов в географических атласах СССР было, например, таким: «Территории, на которых фактически принятое время отличается от декретного (официально не утверждено)». В других республиках СССР подобных изменений не было до 1989 года.
К 1973 году «декретный час» был отменён в следующих регионах (на всей или на части территории региона):
- Дагестанская, Кабардино-Балкарская, Калмыцкая, Коми, Марийская, Мордовская, Северо-Осетинская, Татарская, Чечено-Ингушская, Чувашская, Якутская АССР (Усть-Майский и Томпонский районы);
- Краснодарский, Ставропольский, Красноярский, Хабаровский края;
- Амурская, Архангельская, Владимирская, Вологодская, Воронежская, Горьковская, Ивановская, Иркутская, Костромская, Липецкая, Магаданская, Пензенская, Ростовская, Рязанская, Тамбовская, Тюменская, Ярославская области.

В 1977—1980 годах Коми АССР перешла на московское время, что фактически означало отмену декретного времени в западной части республики, включая Сыктывкар, и установление времени «поясное минус 1 час» в восточной части.

#### Попытка восстановления утраченного «декретного часа»
В 1981 году в стране был введён регулярный перевод часов на летнее время. Помимо введения летнего времени требовалось установить соответствие применяемого времени административным часовым поясам, то есть восстановить в ряде регионов (особенно в 3-м часовом поясе) отменённый «декретный час». Необходимость этого отмечал доктор технических наук, профессор В. В. Бойцов, бывший на тот момент председателем Государственной комиссии единого времени и эталонных частот СССР, председателем Госстандарта.
1 апреля 1981 года все регионы СССР перешли на летнее время, а 1 октября того же года около 30 регионов РСФСР, в основном в европейской части страны, не переводили часы назад, оставшись на зимний период с восстановленным декретным временем. Согласно уточнённому перечню (в нём отсутствовала Удмуртия и добавлены районы Якутии и область Узбекистана) не должны были переводить часы назад следующие регионы:
- Дагестанская, Кабардино-Балкарская, Калмыцкая, Коми[47], Марийская, Мордовская, Северо-Осетинская, Татарская, Чечено-Ингушская и Чувашская АССР;
- Краснодарский и Ставропольский края;
- Архангельская, Владимирская, Вологодская, Воронежская, Горьковская, Ивановская, Костромская, Липецкая, Пензенская, Ростовская, Рязанская, Тамбовская, Тюменская и Ярославская области;
- Ненецкий[47] и Эвенкийский автономные округа, Хатангский район Таймырского (Долгано-Ненецкого) автономного округа;
- Усть-Майский, Усть-Алданский[* 8] и Оймяконский районы Якутии и Джизакская область Узбекской ССР.

Однако по прошествии зимы в газетах отмечалось, что уточнение границ часовых поясов и новый порядок исчисления времени в них вызвали недовольство населения, так как это привело к нарушению привычного уклада жизни людей, особенно жителей 3-го часового пояса, привыкших к московскому времени, и: «Особенно в тех районах, где люди смотрели прямые телепередачи из столицы. Теперь они засиживались у телеприёмников на час позже против местного отсчёта времени. Отсюда — и многие письма с просьбой восстановить прежний порядок».
Из газеты «Труд» от 20 февраля 1982 года:

Будет ли изменено поясное время в центральных районах страны? — спрашивают многочисленные читатели «Труда».

Как известно, в прошлом году с 1 апреля до 1 октября в стране было введено летнее время. Одновременно были утверждены границы часовых поясов. С утверждением этих границ в стране установлен чёткий порядок исчисления времени, полностью соответствующий Международной системе часовых поясов и учитывающий сложившееся административно-территориальное деление.
Как показал анализ, летнее время полностью оправдало себя в экономическом плане. Кроме того, население получило возможность лучше использовать светлое время суток для отдыха после работы. Вместе с тем в процессе упорядочения исчисления времени возникли проблемы, прежде всего в областях, которые 1 октября 1981 года были переведены от московского времени на время 3-го часового пояса (московское время +1 час). Это вызвало многочисленные письма трудящихся в газету «Труд» и другие органы печати.
Как сообщили в Государственной комиссии единого времени и эталонных частот СССР корреспонденту «Труда» А. Василенко, в результате анализа писем с мест решено восстановить порядок исчисления времени, действовавший на территории ряда автономных республик, краёв, областей и автономных округов РСФСР до 1 октября 1981 года. В частности, с 1 апреля с. г. летнее время не будет введено на территории Дагестанской, Кабардино-Балкарской, Калмыцкой, Коми, Марийской, Мордовской, Северо-Осетинской, Татарской, Чечено-Ингушской и Чувашской АССР, Краснодарского и Ставропольского краёв, Архангельской, Владимирской, Вологодской, Воронежской, Горьковской, Ивановской, Костромской, Липецкой, Пензенской, Ростовской, Рязанской, Тамбовской, Тюменской и Ярославской областей, Ненецкого и Эвенкийского автономных округов, Хатангского района Таймырского (Долгано-Ненецкого) автономного округа. В результате перечисленные территории с 1 апреля с. г. вновь станут жить по московскому времени, за исключением Тюменской области, время в которой будет отличаться от московского на 2 часа, а также Эвенкийского автономного округа и Хатангского района Таймырского (Долгано-Ненецкого) автономного округа — на 4 часа. 1 октября с. г. на зимнее время будут переведены все без исключения регионы страны, в том числе и перечисленные выше.
В цитате перечислены все регионы, которые согласно уточнённому перечню не должны были переводить часы 1 октября 1981 года, исключая Усть-Майский, Усть-Алданский и Оймяконский районы Якутии и Джизакскую область Узбекской ССР.
Итак, весной 1982 года указанные в цитате регионы не переводили часы на летнее время, а осенью перевели их вместе со всеми на 1 час назад, вернув своё привычное «зимнее» время (без «декретного часа»). По некоторым сведениям, не переводились часы весной 1982 года и в восточной части Чукотского автономного округа, где тоже был отменён «декретный час».

#### Отмена декретного времени в 1988—1991 годах
В 1988—1990 годах перешли на время соседнего западного часового пояса, фактически отменив декретное время:
- 27.03.1988 — Волгоградская и Саратовская области[56];
- 26.03.1989 — Латвия, Литва, Эстония, Астраханская, Калининградская, Кировская, Куйбышевская и Ульяновская области, а также Уральская область Казахстана[40][* 11];

Государственная комиссия единого времени и эталонных частот СССР сообщает, что в воскресение 26 марта 1989 года на территории Советского Союза вводится летнее время. Переход на летнее время производится в 2 часа 26 марта переводом часовой стрелки на 1 час вперёд.

В связи с решением правительства СССР об изменении исчисления времени в Латвийской ССР, Литовской ССР, Эстонской ССР, Астраханской, Калининградской, Куйбышевской, Кировской, Ульяновской областях РСФСР и Уральской области Казахской ССР часовая стрелка на этих территориях не переводится.
- 06.05.1990 — Молдавия[34];
- 01.07.1990 — Украина[34][58] (декретное время было фактически восстановлено отменой осеннего перевода часов 30.09.1990[59]).

Также в 1990 году отменила декретное время Грузия. Кроме того, несколько регионов, в том числе Белоруссия, отказались от сезонного перевода часов. В информационном материале ТАСС о 1990 годе было отмечено:

И всё-таки под напором общественного мнения в минувшем году Белоруссия, Узбекистан, Таджикистан, Азербайджан летнее время не вводили. Молдова и Грузия отказались от декретного времени. Такое же решение принято на Украине, но стрелки часов «на зиму» здесь не переводили. По-своему распорядились возможностью передвигать стрелки часов в некоторых автономных республиках, краях и областях Российской Федерации.
С 31 марта 1991 года (дата очередного перевода часов на летнее время) декретное время было официально отменено на всей территории СССР, кроме Туркменской ССР и западной части территории Узбекской ССР. При этом сезонный перевод часов сохранялся везде, но (согласно постановлению) мог не применяться в Казахской, Киргизской, Таджикской, Туркменской и Узбекской ССР. Все эти обстоятельства обусловили следующий запланированный порядок перехода регионов на летнее время 31 марта 1991 года:
- Часы не переводятся на большей части территории СССР (в источнике приведён полный перечень регионов).
- Переводят часы на 1 час вперёд: Грузия, Латвия, Литва, Эстония, Молдавия, Коми АССР, Калининградская область, Ненецкий автономный округ.
- Переводят часы на 1 час назад: Казахстан (кроме Уральской области), Киргизия, Таджикистан, восточные области Узбекистана.

По завершении периода действия «летнего» времени 29 сентября 1991 года стрелка часов на территории СССР, за исключением Казахстана, Киргизии, Узбекистана, Туркмении, Таджикистана, переводится на один час назад.
Накануне намеченной даты был опубликован несколько другой порядок указанной процедуры — в частности, сохранялся сезонный перевод часов в Казахстане:
- Часы не переводятся на большей части территории СССР. В приведённом в источнике полном перечне регионов следующие союзные республики: Армения, Азербайджан, Белоруссия, Казахстан (кроме Уральской области), Туркменистан, Украина.
- Переводят часы на 1 час вперёд: Грузия, Латвия, Литва, Эстония, Молдавия, Уральская область Казахстана, Калининградская область.
- Переводят часы на 1 час назад: Киргизия, Таджикистан, восточные области Узбекистана.

По завершении периода действия «летнего» времени 29 сентября 1991 года стрелка часов на территории СССР, за исключением Кыргызстана, Узбекистана, Туркмении, Таджикистана, переводится на один час назад.
Реальная процедура в ряде регионов весной и особенно осенью 1991 года отличалась от запланированной. Например, Калининградская область, перешедшая в 1989 году на время МСК−1 (UTC+2 в зимний период), согласно плану, 31 марта 1991 года должна была вернуться на московское время. Однако 29 марта областной совет народных депутатов принял решение «сохранить существующую разницу по времени между Москвой и Калининградом» — часы 31 марта в области не переводились, а после перевода часов 29 сентября 1991 года в Калининградской области стало действовать время UTC+1.
Другим отличием могло быть то, что запланированный весенний перевод часов в трёх регионах на 1 час назад осуществлялся (по неподтверждённым сведениям) после окончания летнего периода:
- 31.08.1991 — Киргизия;
- 09.09.1991 — Таджикистан;
- 29.09.1991 — Узбекистан.

После перевода часов 29 сентября 1991 года на 1 час назад московское время стало соответствовать UTC+2. Некоторые регионы, например Самарская область, отказались от перевода часов осенью 1991 года. Возможно, таким же образом поступили Астраханская, Волгоградская, Кировская, Саратовская области и Удмуртия, а также ряд других регионов — это показывают дальнейшие описываемые события.
Отмена декретного времени в 1991 году происходила без учёта того, что многие регионы в 1957—1989 годах уже фактически отменили «декретный час», перейдя на время соседнего западного часового пояса. Поэтому в этих регионах местное время с 29 сентября 1991 года стало отставать на 1 час от поясного времени, установленного в 1924 году, а в целом по стране «зимнее» время почти везде оказалось сдвинутым на 1 час назад.
Отмена декретного времени в союзных республиках в 1989—1991 годах совпала с периодом распада СССР.

#### Решение о восстановлении декретного времени в РСФСР
23 октября 1991 года Совет Республики Верховного Совета РСФСР своим постановлением обязал правительство восстановить декретное время на территории РСФСР, констатируя, что реализация постановления от 4 февраля 1991 года «об отмене действия декретного времени и переводе стрелки часов на 1 час назад 29 сентября 1991 года привела к сокращению продолжительности светового дня на значительной части территории РСФСР, вызвала недовольство населения и привела к увеличению расхода электроэнергии».
Калининградская область, по решению местных органов власти, успела перевести часы на 1 час вперёд 3 ноября 1991 года — до начала зимы и до распада СССР.

### В России после 1991 года

#### Восстановление декретного времени
Возврат декретного времени был осуществлён 19 января 1992 года постановлением правительства от 8 января 1992 года. Регионы России, кроме Калининградской области и ряда других регионов, перевели часы на 1 час вперёд. По разным источникам, дающим разные сведения, не должны были переводить часы 19 января 1992 года следующие регионы:
- Астраханская, Кировская, Саратовская области[68];
- Астраханская, Волгоградская, Саратовская области, Удмуртия, Чечня и Татарстан[69];
- Астраханская, Волгоградская, Кировская, Самарская, Саратовская области и Удмуртия[70].

Из утверждения в местной газете «Аргументы и Факты в Самаре»: «Совет Министров РСФСР в сентябре 1991 года вернул региону прежний часовой пояс», следует, что разница 1 час с московским временем могла вернуться для Самары с 29 сентября, когда московское время стало соответствовать UTC+2, а в Самарской области продолжало действовать время UTC+3. Перевод часов в Самарской области 19 января 1992 года вместе с большинством регионов на 1 час вперёд был обязательным условием сохранения разницы 1 час с московским временем. Поэтому наиболее вероятно (по совокупности источников), что не переводили часы 19 января 1992 года Астраханская, Волгоградская, Кировская, Саратовская области и Удмуртия. В этих регионах, кроме Удмуртии, в зимний период 1991—1992 годов вплоть до перехода на летнее время в марте 1992 года действовало время UTC+3, а в Удмуртии — UTC+4.
Постановлением от 8 января 1992 года также было официально утверждено продолжавшееся уже многие годы применение в ряде регионов времени соседнего западного часового пояса (фактическая отмена декретного времени) — допускалось применение:
- московского времени минус один час в Калининградской области;
- московского времени в регионах, отнесённых к 3-му часовому поясу (республики Адыгея, Дагестан, Ингушетия, Кабардино-Балкария, Калмыкия, Карачаево-Черкесия, Марий Эл, Мордовия, Северная Осетия, Татарстан, Удмуртия, Чечня и Чувашия, Краснодарский и Ставропольский края, большая часть Архангельской области, Астраханская, Владимирская, Волгоградская, Вологодская, Воронежская, Ивановская, Кировская, Костромская, Липецкая, Нижегородская, Пензенская, Ростовская, Рязанская, Самарская, Саратовская, Тамбовская, Ульяновская и Ярославская области);
- московского времени в Архангельской области и Коми ССР;
- времени 4-го часового пояса (МСК+2) в Тюменской области;
- времени 6-го часового пояса (МСК+4) на всей территории Красноярского края.

По состоянию на 1992 год (после 19 января) такое допускаемое время действовало во всех перечисленных выше регионах, кроме Удмуртии и Самарской области.
Так как переход на летнее время в России не отменялся, то 29 марта 1992 года часы во всех регионах были переведены на 1 час вперёд. Изменений официального времени в каких-либо регионах в марте 1992 года не было (в цитате ниже курсив источника):

В 1930 году ввели «декретное время», прибавив к поясному один час. В прошлом году правительство попробовало его отменить вообще, чтобы вернуться наконец к естественному, поясному. Но многие резко запротестовали, и законодатели отменили правительственное решение. Так и живём мы, в некотором роде сверяя часы «по Сталину».

Итак, в ночь с 28 на 29 марта переведите стрелки на час вперёд — наступает летнее время.

#### Период 1993—2010 годов
В 1993—2002 годах перешли на время соседнего западного часового пояса, фактически отменив декретное время в восточной части региона (в Республике Алтай — на всей территории):
- 23.05.1993 — Новосибирская область;
- 28.05.1995 — Республика Алтай и Алтайский край;
- 30.03.1997 — Сахалинская область[72];
- 01.05.2002 — Томская область[73].

Предложения о повторном переходе Самарской области на время соседнего западного часового пояса (на московское время) рассматривались в 1997—1998 годах, но единого мнения населения тогда не было. Вопрос был отложен и поднят вновь в феврале 2008 года.
В 2001 году Законодательная Дума Томской области инициировала законопроект об отмене в России и декретного, и летнего времени (вопрос исчисления времени на тот момент регулировался постановлением правительства РФ), но он был отклонён Госдумой. Ещё один законопроект о повсеместной отмене и декретного, и летнего времени был внесён депутатами Госдумы в ноябре 2009 года, но он получил отрицательный отзыв правительства РФ и впоследствии был отозван инициаторами.
В 2009—2010 годах президентом Медведевым была инициирована кампания по сокращению в России количества часовых зон. С 28 марта 2010 года декретное время было фактически отменено в Удмуртии, в Камчатском крае, в Кемеровской и Самарской областях и в западной части Чукотского автономного округа. К началу 2011 года «декретный час» был отменён на всей или на части территории примерно 60 % регионов, где по переписи 2002 года проживало приблизительно 50 % населения России. В восточной части Республики Коми, Ненецкого и Чукотского автономных округов в зимний период действовало время, отстающее на 1 час от поясного времени, установленного в 1924 году.

### В бывших союзных республиках СССР
Отмена «декретного часа» в Абхазии и Южной Осетии произошла 26 октября 2014 года.
По состоянию на 2016 год:
- декретное время фактически применялось в Азербайджане, Армении, Белоруссии, Грузии, Казахстане, Кыргызстане, в Республике Крым, Туркменистане и в западной части Узбекистана;
- применяли переход на летнее время: Латвия, Литва, Молдавия, Приднестровье, Украина, Эстония;
- не применяли переход на летнее время: Абхазия, Азербайджан, Армения, Белоруссия, Грузия, Казахстан, Кыргызстан, Таджикистан, Туркменистан, Узбекистан, Южная Осетия.

## Отмена «декретного часа» по состоянию на 2010 год
Описание границ административных часовых поясов в декрете от 8 февраля 1919 даёт представление об административном поясном времени в населённых пунктах и о смещении этого времени от UTC. Отсюда, исходя из определения и зная смещение от UTC на данный момент, можно выяснить фактическое сохранение декретного времени в разных местах. Представляют интерес данные накануне 2011 года, так как к тому моменту «декретный час» был отменён в наибольшем числе регионов (без учёта реформы 1991—1992 годов).
В представленном перечне указаны: средний солнечный полдень в административных центрах регионов в 2010 году (после 28 марта) без учёта летнего времени, сохранение «декретного часа» (ДЧ) или дата (или приблизительный период) его фактической отмены.

13:26 Чита — ДЧ

13:20 Оренбург — ДЧ

13:16 Уфа — ДЧ

13:15 Пермь — ДЧ

13:13 Владивосток — ДЧ

13:08 Биробиджан — ДЧ

13:07 Псков — ДЧ

13:07 Омск — ДЧ

13:03 Иркутск — ДЧ, восточная часть Иркутской области — 1 марта 1957

13:00 Хабаровск — ДЧ, восточная часть Хабаровского края — 1 марта 1957

12:59 Санкт-Петербург — ДЧ

12:58 Екатеринбург — ДЧ

12:57 Магадан — ДЧ, восточная часть Магаданской области — (1968—1973)

12:55 Великий Новгород — ДЧ

12:54 Абакан — ДЧ

12:54 Челябинск — ДЧ

12:52 Смоленск — ДЧ

12:50 Улан-Удэ — ДЧ

12:49 Красноярск — ДЧ, восточная часть Красноярского края — (1968—1973)

12:48 Мурманск — ДЧ

12:43 Петрозаводск — ДЧ

12:43 Брянск — ДЧ

12:42 Кызыл — ДЧ

12:39 Курган — ДЧ

12:38 Калининград — ДЧ

12:38 Тюмень — ДЧ, восточная часть Тюменской области — (1961—1969)

12:36 Тверь — ДЧ

12:36 Орёл — ДЧ

12:35 Курск — ДЧ

12:35 Калуга — ДЧ

12:34 Белгород — ДЧ

12:34 Салехард — (1961—1969), западная часть Ямало-Ненецкого автономного округа — ДЧ

12:30 Благовещенск — 1 марта 1957, западная часть Амурской области — ДЧ

12:30 Москва — ДЧ

12:30 Тула — ДЧ

12:29 Южно-Сахалинск — ДЧ

12:28 Новосибирск — 23 мая 1993, западная часть Новосибирской области — ДЧ

12:25 Петропавловск-Камчатский — 28 марта 2010

12:25 Барнаул — 28 мая 1995, западная часть Алтайского края — ДЧ

12:24 Краснодар — (1957—1962)

12:24 Ханты-Мансийск — (1961—1969), западная часть Ханты-Мансийского автономного округа — ДЧ

12:23 Воронеж — ДЧ, восточная часть Воронежской области — (1957—1962)

12:22 Липецк — ДЧ, восточная часть Липецкой области — (1957—1962)

12:21 Рязань — ДЧ, восточная часть Рязанской области — (1957—1962)

12:21 Ростов-на-Дону — ДЧ, восточная часть Ростовской области — (1957—1962)

12:21 Якутск — ДЧ, срединная часть Республики Саха (Якутия) — (1957—1962)

12:21 Ярославль — ДЧ, восточная часть Ярославской области — (1957—1962)

12:20 Вологда — ДЧ, восточная часть Вологодской области — (1961—1969)

12:20 Томск — 1 мая 2002, западная часть Томской области — ДЧ

12:20 Майкоп — (1957—1962)

12:18 Владимир — ДЧ, восточная часть Владимирской области — (1957—1962)

12:18 Архангельск — ДЧ, восточная часть Архангельской области — (1961—1969)

12:16 Кострома — ДЧ, восточная часть Костромской области — (1957—1962)

12:16 Горно-Алтайск — 28 мая 1995

12:16 Иваново — ДЧ, восточная часть Ивановской области — (1957—1962)

12:16 Кемерово — 28 марта 2010

12:14 Тамбов — (1957—1962), западная часть Тамбовской области — ДЧ

12:12 Ставрополь — (1957—1962)

12:12 Черкесск — (1957—1962)

12:06 Нальчик — (1961—1969)

12:04 Нижний Новгород — (1961—24.07.1963)

12:03 Элиста — (1968—1973)

12:02 Волгоград — 27 марта 1988

12:01 Владикавказ — (1961—1969)

12:01 Магас — (1968—1973)

12:00 Пенза — (1961—1969)

11:59 Саранск — (1961—24.07.1963)

11:57 Грозный — (1968—1973)

11:56 Саратов — 27 марта 1988

11:51 Чебоксары — 1 августа 1963

11:50 Махачкала — (1968—1973)

11:48 Йошкар-Ола — (1961—24.07.1963)

11:48 Астрахань — 26 марта 1989

11:46 Ульяновск — 26 марта 1989

11:44 Казань — (1961—1969)

11:41 Киров — 26 марта 1989

11:39 Самара — 28 марта 2010

11:37 Сыктывкар — (1984—1987), восточная часть Республики Коми — (1957—1962)

11:28 Нарьян-Мар — (1961—1969)

11:27 Ижевск — 28 марта 2010

11:10 Анадырь — 1 апреля 1982, западная часть Чукотского автономного округа — 28 марта 2010
Приблизительные периоды, когда произошла отмена «декретного часа», определённые, в основном, по картографическим данным: (1957—1962), (1961—24.07.1963), (1961—1969), (1968—1973).
К 2011 году, по существующему на тот момент административно-территориальному делению, «декретный час» был фактически отменён в перечисленных выше 36 административных центрах регионов (из 81), что составляло 44 % от общего количества регионов.

## Период после 2010 года

### Переход на постоянное летнее время
Несмотря на фактическую отмену декретного времени в большинстве регионов России, порядок исчисления времени «поясное время плюс один час» с ежегодным переходом на летнее время официально (согласно документам) продолжал действовать во всех регионах вплоть до появления постановления правительства от 31 августа 2011 года, признавшего утратившими силу почти все статьи постановления от 8 января 1992 года.
27 марта 2011 года часы были переведены на летнее время, а последующий возврат на «зимнее» время был отменён постановлением от 31 августа 2011 года. Принятый 3 июня 2011 года закон «Об исчислении времени», помимо прочего, ввёл в официальное обращение новые понятия — часовая зона и местное время. Таким образом, формально понятия декретное время, поясное время были отменены, но фактически порядок «поясное время плюс один час» продолжал действовать во многих регионах уже наряду с постоянным летним временем, оставленным в 2011 году. Местное время круглый год во многих регионах стало опережать установленное в 1924 году поясное время на 2 часа, а некоторых — на 3 часа.
За «вариант сохранения и декретного, и летнего времени в течение года» выступили представители энергетической отрасли страны. Обращалось внимание на величину и время суточных пиков потребления электроэнергии при разных вариантах исчисления времени в регионах России, что, возможно, имело значение для экспорта электроэнергии в сопредельные страны, находящиеся в других часовых зонах. Так, по данным ОАО «Восточная энергетическая компания» со страницы сайта «О компании», после 2011 года значительно возрос объём экспорта электроэнергии в Китай и Монголию.

### Отмена постоянного летнего времени
Реформа 2011 года не нашла поддержки у значительной части населения России. Постоянное летнее время было отменено 26 октября 2014 года поправками к закону «Об исчислении времени». Перевели часы все регионы, кроме Удмуртии, Самарской и Кемеровской области, Камчатского края и Чукотского автономного округа. Забайкальский край и Магаданская область перевели часы на 2 часа назад, а остальные регионы — на 1 час назад. Для восточной части Магаданской области это был ещё один (после 1973 года) переход в соседнюю западную часовую зону, и официальное время там стало отставать на один час от поясного времени, установленного в 1924 году.

### Фактический возврат декретного времени в ряде регионов
В 2016 году 10 регионов, в том числе Забайкальский край и Магаданская область, перевели часы на 1 час вперёд. Инициативы по изменению местного времени обосновывались в ряде регионов фактом длительного применения в них декретного времени. Например, в Алтайском крае до 1957 года в западной части региона действовало время UTC+6, а в восточной — UTC+7. В 1957—1994 годах время UTC+7 действовало на всей территории края. В 1981 году был введён сезонный перевод часов (летом — UTC+8), а в 1995 году Алтайский край перевёл часы на 1 час назад — летнее время стало UTC+7, а «зимнее» — UTC+6. Инициаторы изменения местного времени посчитали, что без сезонного перевода часов время UTC+7 будет более привычным и удобным для населения.
В целом за период 2011—2018 годов «декретный час» вернулся почти во все регионы, отменившие его в 1988—2010 годах (Астрахань, Барнаул, Волгоград, Горно-Алтайск, Ижевск, Кемерово, Новосибирск, Петропавловск-Камчатский, Самара, Саратов, Томск, Ульяновск), и восстановилось двухчасовое опережение установленного в 1924 году поясного времени на западе Алтайского и Забайкальского краёв, Новосибирской, Томской и Сахалинской (о. Сахалин) областей.

## Опережающее время в других странах
Некоторые страны тоже многие годы применяют опережающее время — время соседнего восточного часового пояса. Однако обстоятельства и цели введения такого времени разные и отличаются от тех, что были в СССР в 1930—1931 годах. Введение опережающего времени — это фактически одномоментный перенос исторически сложившихся рабочих и учебных графиков на более ранний интервал суток по местному солнечному времени. Введение такого времени обычно связано с особым периодом в жизни общества, например, война или экономический кризис, когда может быть установлен запрет на изменение трудового распорядка — иначе должного эффекта не будет.

### Следствие военной оккупации
До Второй мировой войны на территории Бельгии, Франции, Испании и ряда других стран действовало западноевропейское время (WET, UTC). В военный период в этих и других оккупированных странах было введено центральноевропейское время (CET, UTC+1) — в Нидерландах 16 мая 1940, в Бельгии 20 мая 1940, во Франции 14 июня 1940 года — на момент введения это было центральноевропейское летнее время (CEST, UTC+2). Указанные даты соответствуют периоду оккупации этих стран. Испания, хотя официально не участвовала во Второй мировой войне, тоже фактически перешла на центральноевропейское время, сохранив своё летнее время (WEST, UTC+2) без изменения осенью 1940 года.
Центральноевропейское время в этот период вводилось и на оккупированных территориях к востоку от Германии. Например, в Минске часы были переведены на 1 час назад (на центральноевропейское летнее время) 28 июня 1941, а в Киеве — 20 сентября 1941 года. После перевода часов ещё на 1 час назад 2 ноября 1942 года действующее время в этих городах стало отставать на 1 час от географического поясного времени.
Отсюда можно предположить, что опережающее время в западноевропейских странах в период оккупации появилось не «в целях более рационального использования светлой части суток и перераспределения электроэнергии между бытовым и производственным потреблением», как в СССР в 1930 году, а по политическим причинам. К прежнему времени западноевропейские страны после войны не вернулись, так как единое центральноевропейское время оказалась более удобным по причине тесных экономических и транспортных связей с соседними странами.
В период Второй мировой войны летнее время круглый год действовало в США с 9 февраля 1942 до 30 сентября 1945 года. Англия применяла опережающее время (UTC+1) с 25 февраля 1940 до 2 ноября 1947 года, с перерывом в 1946 году, при этом в летний период в 1941—1945 и 1947 годах там действовало так называемое двойное летнее время.

### Эксперименты в послевоенный период
Летнее время круглый год действовало в Англии с 18 февраля 1968 до 31 октября 1971 года. Д. Хауз в книге «Гринвичское время и открытие долготы» (глава 6) пишет, что Англия пыталась экспериментировать, чтобы согласовать своё время с центральноевропейским временем. Однако эксперимент пришлось прекратить, так как «это нововведение вызвало всеобщее недовольство в стране, особенно против него возражало население самых западных районов Великобритании».
Опережающее время, с целью сокращения количества часовых зон, было введено в самом западном штате Бразилии, Акри, в 2008 году, однако реформа не нашла поддержки у населения этого штата. Часы, переведённые в штате Акри на 1 час вперёд в июне (зима) 2008 года, были переведены обратно, на 1 час назад, в ноябре 2013 года — штат Акри вернулся в часовую зону UTC−5.
Опережающее время многие годы действует в Аргентине, но порядок исчисления времени там неоднократно изменялся. Были периоды постоянного действия времени UTC−4, сезонного действия UTC−4 и UTC−3, постоянного действия UTC−3 и сезонного действия UTC−3 и UTC−2. С 15 марта 2009 года в Аргентине действует постоянное время UTC−3.
В Китае с 1949 года официально действует единое пекинское время (UTC+8), которое, по сути, является опережающим временем для центральных и, тем более, для западных районов страны, таких как Синьцзян и Тибет. Рабочий и учебный день в этих районах по пекинскому времени начинается на 2 часа позже, чем в Пекине. Из соображений удобства значительная часть населения в этих районах предпочитает использовать местное неофициальное время — время Урумчи (UTC+6), более соответствующее местному солнечному времени.

### На постсоветском пространстве
По состоянию на 2019 год опережающее время действует в большей части регионов России, в Азербайджане, Армении, Белоруссии, Грузии, Казахстане, Киргизии, Туркменистане и в западной части Узбекистана. Отменили опережающее время, но сохранили перевод часов на летнее время: Литва, Латвия, Молдавия, Украина, Эстония. Отменено опережающее время в Абхазии, Таджикистане, в восточной части Узбекистана и в Южной Осетии.

### Попытки отмены опережающего времени
В Испании длительно действующее опережающее время привело к тому, что привычный для неё распорядок дня многими иностранцами воспринимается как необычно поздний — не будучи, во многом, таковым по местному солнечному времени (см. Время в Испании). В сентябре 2013 года парламентская комиссия по изучению рационального распорядка дня испанцев представила правительству страны доклад, предлагающий возврат к гринвичскому времени. Однако положительного решения принято не было. В декабре 2016 года от правительства Испании поступила информация, что вопрос перевода часов на 1 час назад находится в стадии обсуждения. Пример Испании показывает, что отмена опережающего времени, действующего продолжительный период (десятки лет), бывает затруднительной.

## Опережающее время в художественной литературе
И. А. Бунин, находясь в Одессе, застал период 1919 года, когда временно действующая на этой территории советская власть применяла опережающее (в дневнике Бунина — «советское») время. Из записи в дневнике от 22 апреля: «По вечерам жутко мистически. Ещё светло, а часы показывают что-то нелепое, ночное». Из записи от 11 июня, из беседы с дворником Фомой:
А я думаю, что они-то, красноармейцы-то эти, и есть злу корень. Все ярыги, все разбойники. Вы посчитайте-ка, сколько их теперь из всех нор вылезло. А как измываются над мирным жителем! Идёт по улице и вдруг: «Товарищ гражданин, который час?» А тот сдуру вынет часы и брякнет: «Два часа с половиной».— «Как, мать твою душу, как два с половиной, когда теперь по-нашему, по-советски, пять? Значит, ты старого режиму?» — Вырвет часы и об мостовую трах!
Из рассказа А. И. Солженицына «Один день Ивана Денисовича»:
Тут бак принесли, снег растапливать для раствора. Слышали от кого-то, будто двенадцать часов уже.
— Не иначе как двенадцать, — объявил и Шухов. — Солнышко на перевале уже.

— Если на перевале, — отозвался кавторанг, — так, значит, не двенадцать, а час.

— Это почему ж? — поразился Шухов. — Всем дедам известно: всего выше солнце в обед стоит.

— То — дедам! — отрубил кавторанг. — А с тех пор декрет был, и солнце выше всего в час стоит.

— Чей же эт декрет?

— Советской власти!
Вышел кавторанг с носилками, да Шухов бы и спорить не стал. Неуж и солнце ихим декретам подчиняется?

## Версии причины введения декретного времени
Обозначенная в Большой советской энциклопедии официальная версия, согласно которой декретное время было введено «в целях более рационального использования светлой части суток и перераспределения электроэнергии между бытовым и производственным потреблением», является наиболее вероятной. Действительно, перевод часов в 1930 году на 1 час вперёд попал на середину первой пятилетки (1928—1932), на трудный для страны период начала индустриализации и соответствующей нехватки ресурсов. Анализ документов 1930-х годов показывает, что необходимость использования опережающего времени в течение всего года в значительной степени была обусловлена не экономией топлива для электростанций, а недостатком их мощности для покрытия максимальных нагрузок в зимний период после окончания светового дня.
Оригинальную версию выдвинул в 1990-х годах Э. А. Поляк, обратившись к некоторым фактам биографии биофизика А. Л. Чижевского. В монографии Чижевского «Физические факторы исторического процесса», опубликованной в 1924 году, в частности, была попытка связать всплески социальной активности масс с 11-летними циклами солнечной активности, о чём Поляк подробно пишет в 2010 году в статье, посвящённой 115-летию со дня рождения Чижевского. После 1924 года, в период работы в лаборатории зоопсихологии, у Чижевского могла также родиться идея снижения социальной активности масс за счёт некоторого массового нарушения биоритмов и функции сна из-за повсеместного сдвига часов. Накануне коллективизации в СССР были необходимы меры по смягчению возможных всплесков социальной активности в деревне. Поляк высказывает предположение, что декретное время было введено «на территории бывшего СССР в 1929—1930 гг., вероятно, не без участия А. Л. Чижевского».